# Donji Kotorac
Donji Kotorac (en serbe cyrillique : Доњи Которац) est un village de Bosnie-Herzégovine. Il est situé dans la municipalité d'Istočna Ilidža, république serbe de Bosnie, de même que Gornji Kotorac.